# Oração da Serenidade
A Oração da Serenidade é uma oração enraizada na vida e no espírito de grupos de ajuda mútua que se utilizam do Programa de 12 passos de Alcoólicos Anônimos. A autoria da oração é atribuída ao teólogo norte-americano Reinhold Niebuhr, e sua disseminação teve início na década de 1930, especialmente por meio de organizações religiosas e sociais, como a Associação Cristã de Moças (YWCA).

## Origens
Não há consenso entre pesquisadores sobre as origens e a autoria da oração. No entanto, Francisco de Assis (1182 - 1226) já mencionava algo parecido como: "Senhor, dai-me força para mudar o que pode ser mudado. Resignação para aceitar o que não pode ser mudado. E sabedoria para distinguir uma coisa da outra".
O teólogo protestante Reinhold Niebuhr (1892–1971), que trabalhava no Union Theological Seminary (Estados Unidos), reivindica para si a autoria da oração, tendo declarado ter escrito a oração como introdução para um sermão sobre Cristianismo Prático. Mas ele mesmo, acrescentou dúvida à sua reivindicação quando declarou: "Naturalmente, é possível ter havido algo parecido durante anos ou mesmo séculos, mas eu não penso assim. Acredito honestamente ter escrito a oração".
Segundo investigadores das origens da  oração, a primeira forma da oração, teve sua origem em Boecio, filósofo romano (480-524), autor do livro Os consolos da filosofia. Foi a partir dai que as ideias da oração foram utilizadas por religiosos.
Sabe-se que depois da Segunda Guerra Mundial, um professor da universidade do norte da Alemanha, Dr. Theodor Wilhelm, que dera início a um renascimento da vida espiritual na Alemanha Ocidental, aprendeu a "pequena oração" através de alguns soldados canadenses.
Wilhelm havia escrito um livro, no qual incluirá a oração, sem citar o seu autor. Com o aparecimento da oração em muitos lugares diferentes: entre oficiais do exército, escolas, e outras instituições surgiu um nome literário de um possível autor - Friedich Oetinger, pietista do século XVIII.
Uma das hipóteses é de que Wilhelm adotou o pseudônimo de Oetinger, por admiração a seus antepassados do sul da Alemanha.

## Grupos de ajuda mútua
Grupos de ajuda mútua, tais como Narcóticos Anônimos ou Alcoólicos Anônimos começaram a empregar esta oração nos seus programas de recuperação.
Esta oração retrata a luta diária que as pessoas que pertencem a estes grupos devem enfrentar para superar a si mesmos e pegar forças para melhorar as suas vidas.
Para as pessoas que frequentam estes grupos de ajuda mútua, é preciso se contemplar em um espelho e querer a transformação. É aí que a Oração da Serenidade dá forças a eles. Este é o uso mais significativo desta oração, pois o seu significado está carregado de sentido.
Quando é lida pela 1º vez em uma situação de ansiedade, percebe-se que ao passar o tempo a aceitação é uma meio de ver o mundo.